# Шпек-анкер

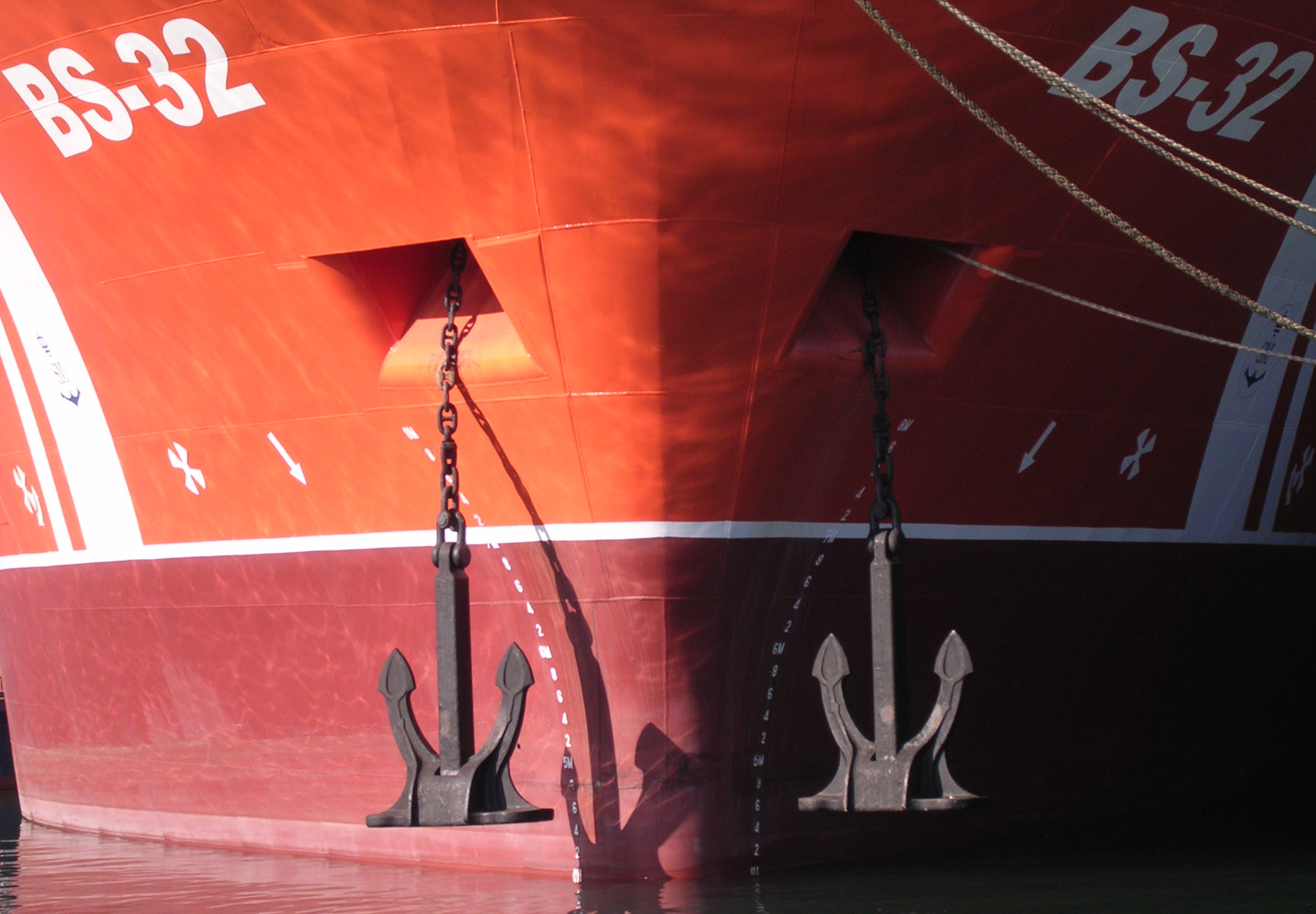
Шпек-анкер

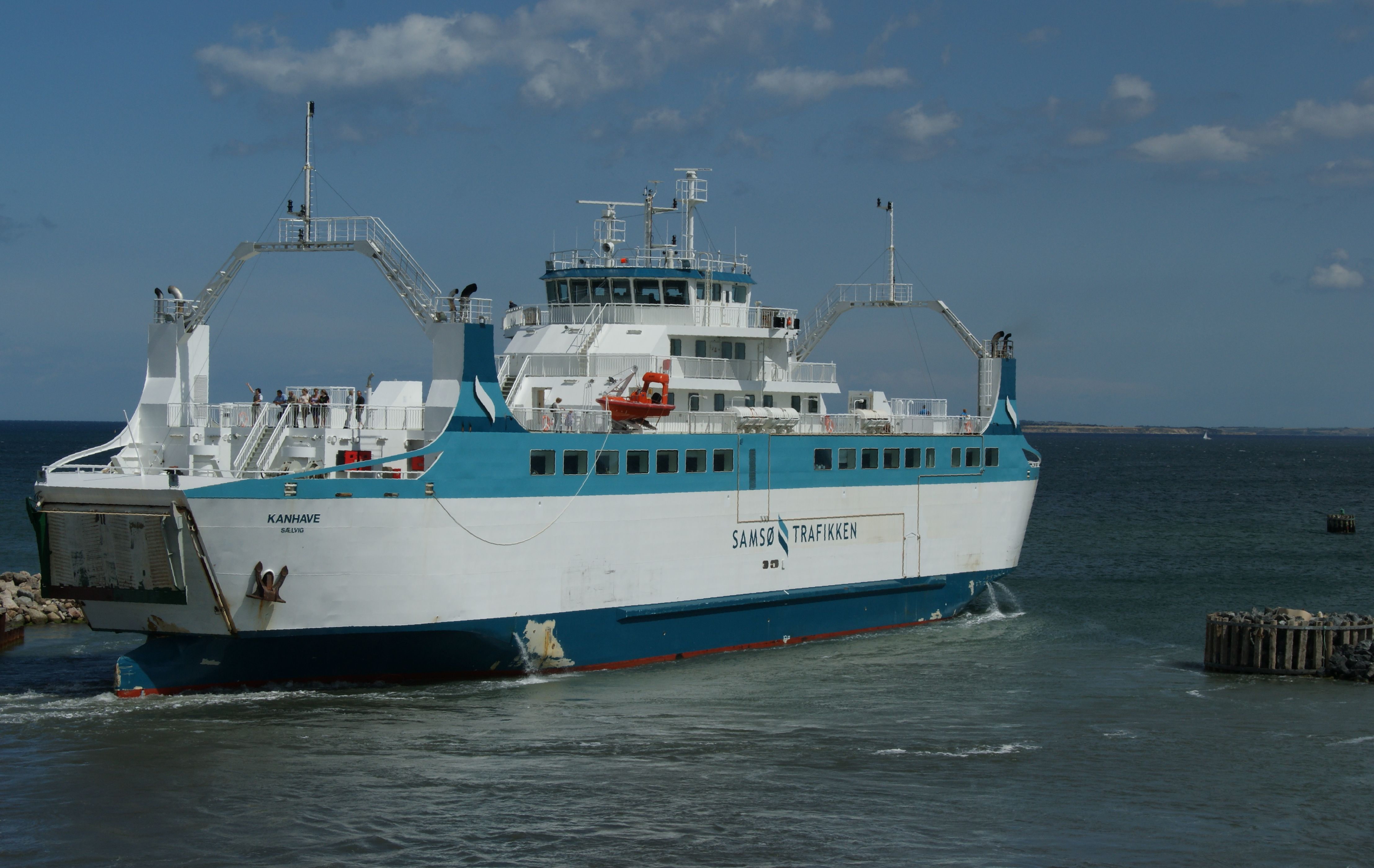
Шпек-анкер на датском пароме.

Шпек-анкер (якорь Спекснейдера) — разновидность станового судового якоря, является модификацией якоря Холла. Разработан в 1950 году голландским инженером, начальником чертёжного бюро верфи «Ван дер Гиссен эн Зонен» В. Спекснейдером.

## Конструкция и принцип действия
Недостатки якоря Холла заставляли инженеров вносить различные изменения в его конструкцию. Так, например, центр тяжести головной части холловского якоря расположен довольно высоко относительно оси её вращения, ближе к концам лап, что зачастую затрудняет нормальный вход якоря в клюз (лапы, отброшенные в сторону борта упираются в обшивку судна). В результате приходится вытравливать якорь до тех пор, пока он не выйдет из воды с откинутыми наружу лапами.

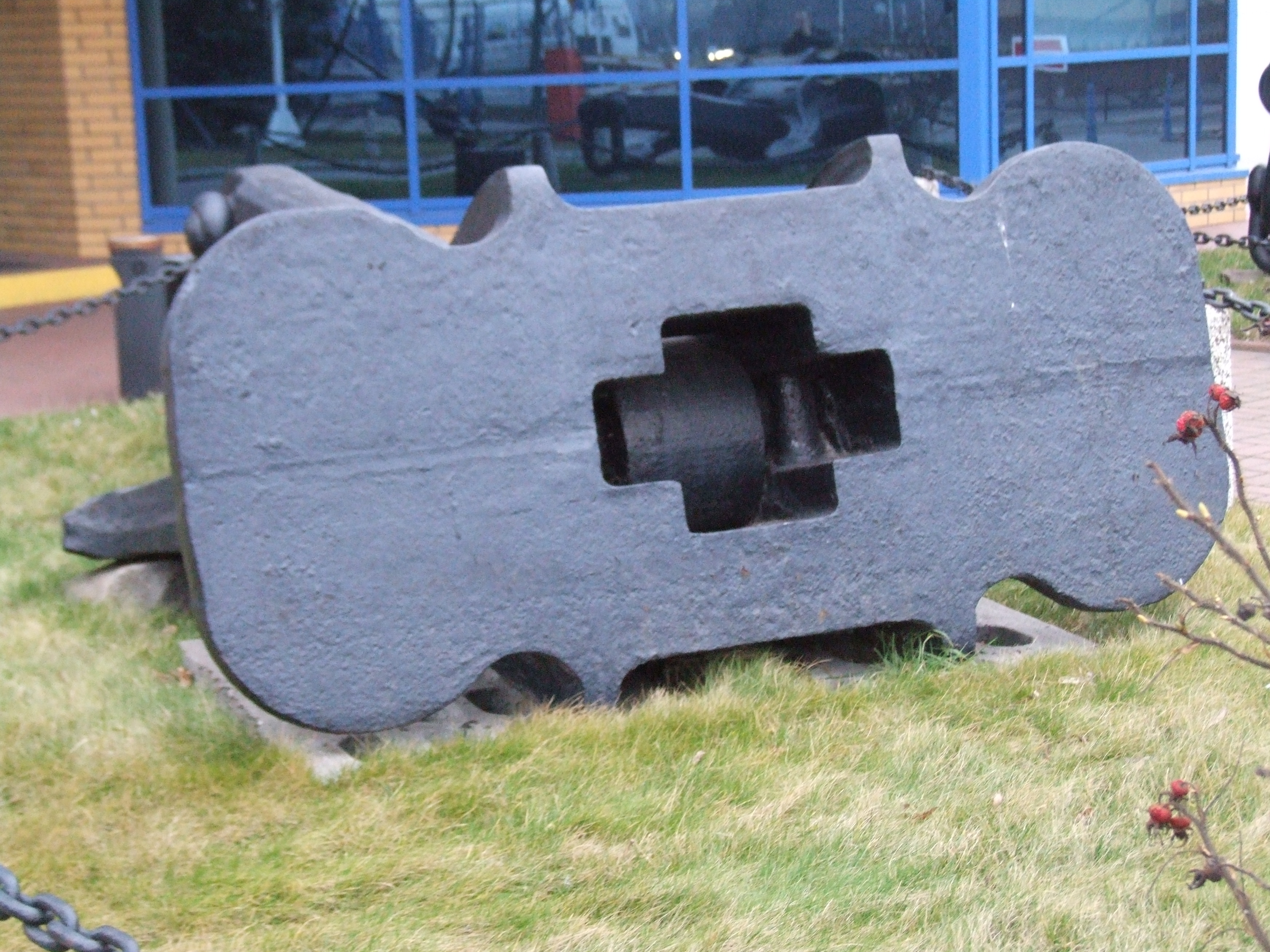
Коробка якоря снизу плоская, но крепление штока запорными болтами конструктивно повторяет якорь Холла

В конце 1940-х гг. этот недостаток заставили компанию Koninklijke Paketvaart-Maatschappij профинансировать модификацию вышеупомянутой верфью якоря Холла противовесом в его нижней части. После его вполне успешных испытаний на сданном в 1949 году этому заказчику корабле Van Riebeeck верфь решила переработать якорь Холла более капитально. Патент на результат этой работы был подан в декабре 1950 и выдан в апреле 1954 года.
У якоря Спекснейдера центр тяжести головной части перенесён на ось её вращения. Когда лапы якоря касаются корпуса судна при подъёме, его уравновешенная головная часть поворачивается и лапы отводятся от борта. Коробка шпек-анкера заканчивается опорной плитой, которая расположена дальше от оси вращения, чем лопатообразные приливы на коробке якоря Холла. Эта плита хорошо разворачивает лапы для того, чтобы якорь зацепился за грунт. Заодно, такая форма коробки является более обтекаемой и якорь способен уходить глубже в грунт, что, вместе с длинными лапами, заметно увеличивает его держащую силу. От концов лап шпек-анкера до опорной плиты коробки проходят две направляющие в виде рёбер жесткости. Они способствуют более плотной посадке якоря в клюзе, исключают возможность его заклинивания и повышают прочность головной части и лап.
Сравнительные испытания, проведенные в Голландии, показали преимущества шпек-анкера по сравнению с обычным якорем Холла как по удобству его уборки на судно, так и по величине держащей силы.